# 水野忠恒
水野忠恒（日语：／ Mizuno Tadatsune，1701年9月8日—1739年8月2日），日本江戶時代大名，水野家松本藩第6代藩主。沼津藩水野家第6代。
出生在江戶日本橋濱町邸，幼名為千代，是第4代藩主忠周的次子。由於他不是嫡子，並沒有作為繼承家督的準備，日日沉迷酒色，並且有用弓箭和鐵砲亂射的怪癖。享保8年（1723年），兄長水野忠幹去世，無嗣，他依據兄長的遺言，被立為新任藩主。他繼任藩主後依然沉迷飲酒和打獵，並將藩內事務全部交給家臣管理。
享保10年（1725年），他娶大垣藩主戶田氏長的養女（戶田氏定之女）為妻，並於7月21日舉行婚禮。隨後他前往江戶，向幕府將軍德川吉宗報告婚禮，同年7月28日抵達江戶城並完成報告。他在松之大廊下突然發瘋，砍傷了由此經過的長州藩世子毛利師就。師就的使用尚未出鞘的刀匆忙應戰，將忠恒的刀打落在地。隨後忠恒被附近的大垣新田藩主戶田氏房控制，目付長田元鄰則阻止了師就的反擊行為。
忠恒被扣押在川越藩主秋元喬房等候判決，後被判處蟄居，關押在叔父水野忠穀位於江戶濱町的屋敷，後來死在那裏，享年39歲。無嗣，水野家被改易。在擔任若年寄的分家水野忠定的安排下，將信濃國佐久郡7000石（高野町知行所）封給其叔父忠穀，使其家名得以存續，此後，忠穀的兒子忠友從旗本再度升格為大名。此外，第四代藩主忠周的弟弟忠照獲封佐久郡2000石（根根井知行所），開創濱町水野家。